# Juglans hirsuta
Juglans hirsuta är en valnötsväxtart som beskrevs av Jacob Warren Manning. Juglans hirsuta ingår i släktet valnötter, och familjen valnötsväxter. Inga underarter finns listade i Catalogue of Life.